# Araucaria cunninghamii
Araucaria cunninghamii — растение рода Араукарии. Имя дано в честь ботаника и исследователя Аллана Каннингема, который собрал первые образцы в 1820-х годах.

## Ареал
Этот вид встречается в сухих тропических лесах Нового Южного Уэльса и Квинсленда, а также в Новой Гвинее. Деревья могут прожить до 450 лет и вырасти до высоты 60 м. Кора неровная, раскалывается естественным путём и легко сдирается.

## Описание
Хвоя на молодых деревьях шиловидная, 1-2 см длиной, у основания около 2 мм толщиной, на зрелых деревьях чешуйчатые, вытянутые, 1-2 см длиной и 4 мм шириной. Шишки яйцевидные, 8-10 см длиной и 6-8 см диаметром, для созревания требуется около 18 месяцев. При созревании шишки распадаются, освобождая ореховидные съедобные семена.

## Подвиды
Есть два подвида:
Araucaria cunninghamii var. cunninghamii — Австралия, от северо-восточного Нового Южного Уэльса до восточно-центрального Квинсленда, на высоте до 1000 м над уровнем моря.
Araucaria cunninghamii var. papuana — Новая Гвинея, на горах Папуа-Новой Гвинеи, и в Западной Новой Гвинеи, Индонезия, на высоте 100—2700 м над уровнем моря.

## Использование
Древесина высококачественная, используется для изготовления мебели, шпона, столярных изделий, панелей, древесностружечных плит, полов и лодок. Большинство природных древостоев в Австралии и Папуа-Новой Гвинее были истощены за счёт вырубки леса. В настоящее время Araucaria cunninghamii в основном встречается на лесонасаждениях; также этот вид продолжает произрастать в заповедных зонах, включая Национальный парк Ламингтон, в честь которого названа, по крайней мере, одна пешеходная тропа. Насаждения в Квинсленде подверглись повреждению со стороны аборигенного вида крыс — Rattus tunneyi, который копает корни незрелого дерева и убивает его, по этой причине животное было объявлено вредителем.
Австралийские аборигены использовали смолу в качестве цемента.